# Автономні регіони Португалії

Прапор Азорської автономії.

Прапор Мадейрівської автономії.

Автоно́мні регіо́ни Португа́лії (порт. Regiões autónomas de Portugal) — дві адміністративно-територіальні одиниці вищого рівня у Португалії, що мають широку автономію: Азорський і Мадейрівський автономні регіони. Створені 1976 року згідно з чинною Португальською конституцією (Ст. 255). Розташовані на Азорському і Мадейрівському архіпелагах в Атлантичному океані, віддалених від Континентальної Португалії на захід. Керуються регіональними радами та урядами. Поділяються на муніципалітети, які складаються з парафій. Площа Азорського автономного регіону становить 2333 км² (3% загальної площі країни), а Мадейрівського — 741 км² (1%). Обидва регіони — особливі території ЄС. Входять до NUTS 1-го рівня. Коди автономних регіонів містяться у стандарті ISO 3166-2:PT.
До 1976 на архіпелагах існували округи з різними адміністративними структурами, передбаченими в Статуті автономних округів прилеглих островів (Декрет-закон № 36453, від 4 серпня 1947). Існувало три автономних округи на Азорських островах (Ангра-ду-Ероїшму, Орта, Понта-Делгада) і один на Мадейрі (Фуншал).

## Регіони
- Азорський автономний регіон
- Мадейрівський автономний регіон